# ایتالیا در المپیک تابستانی ۱۹۸۴

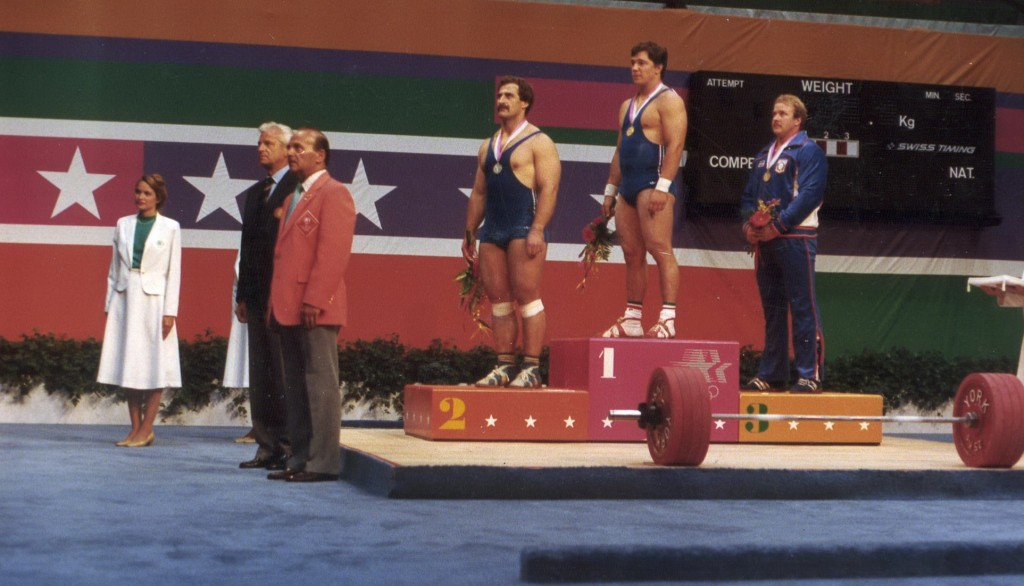
در این تصویر میتوانید ورزشکاران ایتالیایی را که در بازی‌های المپیک تابستانی ۱۹۸۴ در لس آنجلس آمریکا برگزار شد، مشاهده نمایید.

ایتالیا در بازی‌های المپیک تابستانی ۱۹۸۴ که در شهر لس آنجلس ایالات متحده آمریکا برگزار شد، کاروان ایتالیا با ۲۶۸ ورزشکار در این رقابت‌ها شرکت کرد و موفق به کسب ۳۲ مدال (۱۴ طلا، ۶ نقره، ۱۲ برنز) شد. در جدول رتبه‌بندی توزیع مدال‌ها، ایتالیا در ردهٔ ۵ مسابقات قرار گرفت.